# Berula (planta)
Berula es un género cosmopolita de plantas herbáceas perteneciente a la familia Apiaceae.

## Taxonomía
El género fue descrito por Wilhelm Daniel Joseph Koch y publicado en Deutschlands Flora 2: 25, 433, en 1826.

#### Etimología
Berula: nombre antiguo proveniente del vocablo latino tardío berŭla (berola, berla); "berra, berro, berraza", utilizado por el médico romano Marcelo Empírico (siglo V d. C.) para una especie de berro (Berula erecta).

#### Especies
Comprende 6 especies aceptadas:
- Berula bracteata (Roxb.) Spalik y S.R.Downie, 2009
- Berula burchellii (Hook.f.) Spalik y S.R.Downie, 2009
- Berula erecta (Huds.) Coville, 1893
- Berula imbricata (Schinz) Spalik y S.R.Downie, 2009
- Berula repanda (Welw. ex Hiern) Spalik y S.R.Downie, 2009
- Berula thunbergii (DC.) H.Wolff, 1927